# Roderich Straub
Roderich Straub (* 11. Mai 1847 in Stockach; † 7. November 1925 in Freiburg im Breisgau) war ein seit 1873 im badischen Staatsdienst stehender Jurist und Landeskommissär, vergleichbar mit einem heutigen Regierungspräsidenten.

## Familie
Roderich Straub war der Sohn des Bürgermeisters und Rechtsanwalts Sebastian Straub in Stockach und der Kreszentia geborene Wech. Er heiratete am 4. Juni 1881 in Meßkirch Sophia Theresia geborene Ostner (* 15. Juli 1861 in Meßkirch; † 15. September 1943 in Freiburg im Breisgau), Tochter des fürstlich fürstenbergischen Forstverwalters Albert Ostner und der Franziska geborene Roder. Aus dieser Ehe entstammen vier Kinder: Roderich (* 12. August 1886), Gertrud (* 2. August 1887), Sophie (* 5. September 1888) und Martha (* 17. Dezember 1890).

## Ausbildung
Nach dem Besuch des Lyzeums Karlsruhe und des Lyzeums in Konstanz, wo er am 12. August 1865 das Abitur ablegte, begann er ab dem Wintersemester 1865/66 das Studium der Rechtswissenschaften an der Universität Heidelberg. Nach dem Wechsel an die Universität München und die Universität Freiburg, schloss er sein Studium im Wintersemester 1868/69 an der Universität Heidelberg ab. Nach dem erfolgreich abgelegten ersten Staatsexamen wurde er am 2. März 1871 Rechtspraktikant. Während seiner weiteren Ausbildung durchlief er folgende Stationen: Volontär beim Amtsgericht Stockach, Sekretär beim Kreis- und Hofgericht Karlsruhe, Volontär beim Bezirksamt Stockach. Das zweite Staatsexamen legte er am 21. Mai 1873 mit der Note hinlänglich erfolgreich ab.

## Laufbahn
- 23. Juni 1873 Sekretär und Gehilfe des Staatsanwalts beim Kreisgericht Mosbach
- 4. Mai 1874 Gehilfe beim Amtsgericht Ettenheim
- 1. November 1874 Gehilfe beim Amtsgericht Rastatt
- 15. Juli 1875 Aushilfe bei den Amtsgerichten Pforzheim und Lörrach
- 29. September 1875 Aushilfe beim Amtsgericht Konstanz
- 1. Dezember 1875 Gehilfe beim Amtsgericht Radolfzell und ab dem 20. Januar 1876 beim Amtsgericht Überlingen
- Juni 1876 Aushilfe beim Amtsgericht Heidelberg und ab dem 29. Juli 1876 beim Amtsgericht Konstanz
- 24. Januar 1877 Amtmann beim Bezirksamt Heidelberg
- 7. Oktober 1880 Amtmann und Amtsvorstand beim Bezirksamt Bonndorf und dort am 24. April 1883 zum Oberamtmann befördert
- 25. Oktober 1883 Amtsvorstand beim Bezirksamt Achern
- 18. Oktober 1891 Amtsvorstand beim Bezirksamt Bruchsal und dort am 9. September 1896 zum Geheimen Regierungsrat ernannt
- 18. Juli 1898 Ministerialrat im Ministerium des Innern und dort am 13. September 1902 zum Geheimen Oberregierungsrat ernannt
- 2. Januar 1907 Landeskommissär für die Kreise Konstanz, Villingen und Waldshut mit Sitz in Konstanz.
- 9. April 1910 zum Geheimen Regierungsrat 2. Klasse ernannt und am 15. Mai 1918 in den Ruhestand versetzt

## Politische Betätigung
Roderich Straub war 1889/90, 1891/92, 1893/94, 1895/96, 1897/99 und 1899/1900 Abgeordneter der Badischen Ständeversammlung
für den Wahlbezirk 2 (Amt Meßkirch und Orte des Amtsbezirks Stockach) des 10. bis 15. Landtags. 1898 erlosch sein Mandat infolge Beförderung nach Paragraph 40a der badischen Verfassung, anschließend wurde er wiedergewählt. Straub gehörte der Nationalliberalen Partei an.

## Nebentätigkeiten (Auswahl)
- 9. September 1878 akademischer Disziplinarbeamter bei der Universität Heidelberg
- 5. November 1891 Vorsitzender des Aufsichtsrates am Männerzuchthaus Bruchsal
- 27. Oktober 1898 bis 1900 Staatskommissar bei der Versicherungsanstalt Baden in Karlsruhe
- 15. November 1900 bis 1907 Schiffahrtsbevollmächtigter bei der Zentralkommission für die Rheinschiffahrt
- 1900 bis 1907 Mitglied des Verwaltungsrates der Beamtenwitwenkasse (Fürsorgekasse für Gemeindebeamte)

## Auszeichnungen
- Ritterkreuz I. Klasse des Ordens vom Zähringer Löwen im Jahre 1889
- Ritterkreuz I. Klasse des Ordens vom Zähringer Löwen mit Eichenlaub im Jahre 1899
- Komtur II. Klasse des Ordens vom Zähringer Löwen
- Badische Jubiläumsmedaille
- Kronenorden II. Klasse im Jahre 1906
- Komtur II. Klasse des Großherzoglich hessischen Verdienstordens Philipps des Großmütigen im Jahre 1907
- Roter Adlerorden II. Klasse im Jahre 1908
- Komtur mit Stern des Franz-Joseph-Ordens im Jahre 1909
- Friedrich-Luisen-Medaille im Jahre 1909
- Ritter I. Klasse des Albrechts-Ordens im Jahre 1911
- Komtur II. Klasse des Ordens Bertholds des Ersten im Jahre 1914
- Badisches Kriegsverdienstkreuz im Jahre 1916
- Preußisches Verdienstkreuz für Kriegshilfe im Jahre 1917
- Komtur I. Klasse des Ordens vom Zähringer Löwen im Jahre 1918
- Eisernes Kreuz (1914) II. Klasse am weiß-schwarzen Bande im Jahre 1918